# Panstva

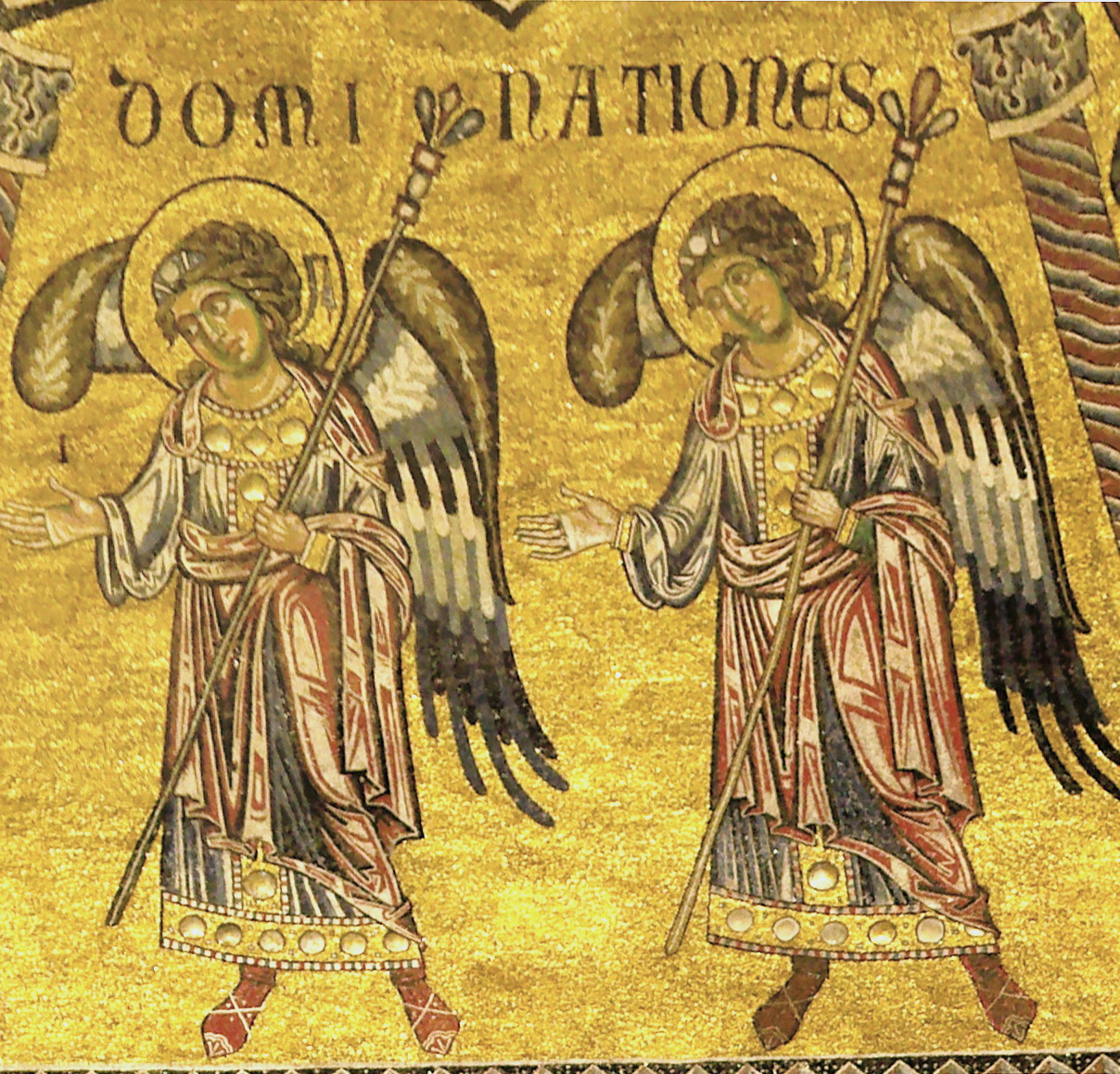
Panstva na mozaikách florentského baptisteria

Panstva (latinsky Dominationes) jsou řádem andělů, který patří do druhé hierarchie křesťanské tradice. 
V hebrejštině jsou známí také jako hašmallim a v řečtině jako kyriotetes a jejich úkolem je řídit úkoly nižších andělů.

## Starobylá tradice
|       | Hierarchie andělů podle Pseudo-Dionysia Areopagity              |                     |
| 9 8 7 | Serafové (lat. Seraphim) Cherubové (Cherubim) Trůny (Thronus)   | ANDĚLSKÁ HIERARCHIE |
| 6 5 4 | Panstva (Dominationes) Síly (Virtutes) Mocnosti (Potestates)    | ANDĚLSKÁ HIERARCHIE |
| 3 2 1 | Knížata (Principatus) Archandělé (Archangelus) Andělé (Angelus) | ANDĚLSKÁ HIERARCHIE |
|       |                                                                 |                     |
| 6 5 4 | Biskupové Kněží Jáhni                                           | CÍRKEVNÍ HIERARCHIE |
| 3 2 1 | Zasvěcené osoby Pokřtění křesťané Katechumeni                   | CÍRKEVNÍ HIERARCHIE |

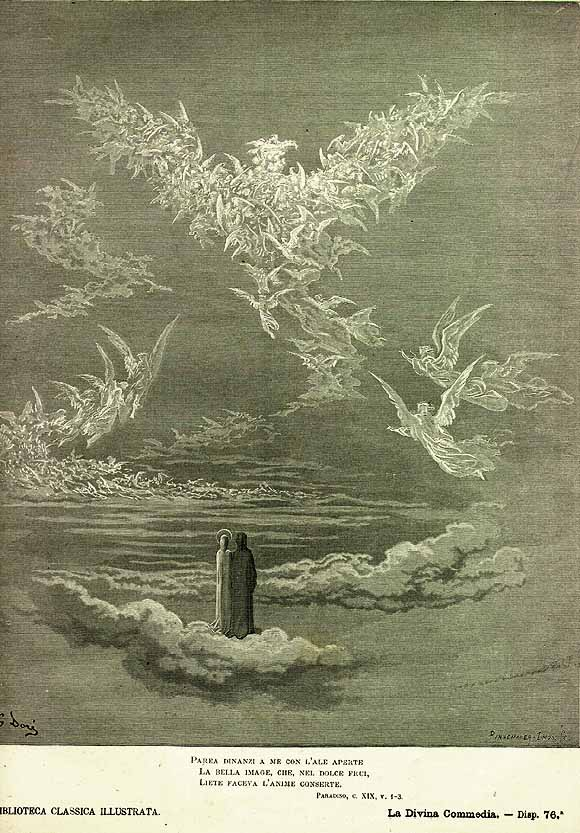
Podle Dantovy tradice dávají duchové Jupiterova nebe, v němž sídlí Panstva, podobu císařského orla

Není jasné, zda výraz panstva, který použil Pavel z Tarsu v Listu Kolosanům – Kol 1, 16 (Kral, ČEP), byl použit spíše pro označení panství národů a lidí než pro andělskou hierarchii. Naopak je zcela jisté, že panstva vstupují do křesťanského myšlení od Pseudo-Dionýsia Areopagity (5. století). Pseudo-Dionýsius totiž ve spise Nebeské hierarchie (De coelesti hierarchia) (8,1) použil tento název k označení kategorie „nebeských inteligencí“ oproštěných od jakéhokoli spojení s nižšími věcmi a obrácených zcela ke svrchovanému Bytí, a tedy nad Anděly, Archanděly a Knížata. Dionýsios je rovněž řadí nad Síly a bezprostředně pod Trůny.
O něco později, ve svých Homiliích na evangelium (Omelie sul Vangelo) (6. století), svatý Řehoř Veliký tvrdil, že lidské bytosti schopné ovládnout v sobě každý zlý instinkt jsou blízké zástupům Panstva (34,11). Středověká ikonografie charakterizuje tuto Hierarchii s koulí a žezlem v rukou každého z andělů. Dante Alighieri je umisťuje do šestého rajského nebe, tj. na oběžnou dráhu Jupitera. Jak uvádí Giordano Berti ve svém díle I Mondi Ultraterreni, esoterická tradice sebraná Corneliem Agrippou (1533) přisuzuje andělu Zadkielovi neboli Hesedielovi nadvládu nad tímto řádem, který odpovídá židovským Hašmallim a Sefiře Hesed („láska“).

## Nejnovější tradice
Nový pohled na tuto andělskou hierarchii rozvinul zakladatel antroposofie Rudolf Steiner (1909), který tvrdil, že Dominace, které nazýval také Duchové moudrosti, v první kosmické epoše stvoření světa převzaly to, co Trůny přinesly takříkajíc „dolů z vesmíru“, a harmonizovaly vnitřek nového vznikajícího nebeského tělesa (nazývaného „starověký Saturn“) s božskými pokyny přicházejícími zvenčí. Abychom si o tomto typu anděla udělali představu, jakkoli je to namáhavé, navrhoval Steiner pozorovat intimní vznášející se moudrost vyzařující z proměnlivých forem rostlinné přírody.
Vycházejíce z antroposofických koncepcí, adepti New Age dále rozšířili křesťanské a kabalistické koncepce. Také v archeosofické sféře mají Panstva v podstatě za úkol regulovat úkoly nižších andělů, dostávají příkazy od serafínů, cherubínů nebo přímo od Boha a musí zajistit, aby byl v kosmu vždy pořádek. Jsou to andělé, kterým Bůh svěřuje moc Panovat. Tvoří armádu Zjevení (Apokalypsa) a na nich závisí všeobecný řád, kázeň a spravedlnost, k nimž se andělé obracejí, aby je udrželi. 
Je možné, že jejich jméno, Panstva, bylo zvoleno proto, že odhaluje jejich sílu povstat, která se nikdy nepodřizuje, osvobozená od všeho ustupování nižšímu, to znamená, že se nesnižují k žádné nesouladné a tyranské skutečnosti, překonávají všechno podřízení a vstupují co nejvíce do společenství s věčným principem Božího Panování.